# Hukwe Zawose
Hukwe Ubi Zawose, né à Dodoma, Tanganyika en 1938 ou 1940, décédé à Bagamoyo, Tanzanie le 30 décembre 2003, est un important musicien tanzanien. Originaire de l'ethnie Gogo, il jouait de l'ilimba, un large lamellophone voisin de la mbira, ainsi que d'autres instruments traditionnels. Il était aussi considéré comme un très grand chanteur.
Sa renommée a dépassé les frontières de son pays lorsque Julius Nyerere l'a invité à vivre et collaborer à Dar es Salaam. Cette renommée grandit encore lorsqu'il est remarqué par Peter Gabriel. Il publie deux albums (Chibite et Assembly) sous le label Real World Records de Gabriel. Son dernier album, Assembly, est le fruit d'une collaboration avec le producteur et guitariste Michael Brook.

## Discographie
- 1989 - Mateso - Master Musicians of Tanzania (Triple Earth Records)
- 1996 - Chibite (Real World Records)
- 2000 - Mkuki Wa Roho (Real World Records)
- 2002 - Assembly (Real World Records)